# Canton d'Hondschoote
Le canton d'Hondschoote est un ancien canton français, situé dans le département du Nord et la région Nord-Pas-de-Calais.
Par le Décret no 2014-167 du 17 février 2014, le Canton de Hondschoote a disparu en 2015, les communes de Bambecque, Hondschoote, Killem, Oost-Cappel, Rexpoëde et Warhem intègrent désormais le Canton de Wormhout, les autres communes Ghyvelde et  Les Moëres rejoignant le Canton de Dunkerque-2.  

## Composition
Le canton d'Hondschoote regroupait les communes suivantes :
| Nom                     | Code Insee | Intercommunalité         | Population (dernière pop. légale) |
| ----------------------- | ---------- | ------------------------ | --------------------------------- |
| Hondschoote (chef-lieu) | 59309      | CC des Hauts de Flandre  | 4 032 (2014)                      |
| Bambecque               | 59046      | CC des Hauts de Flandre  | 747 (2014)                        |
| Ghyvelde                | 59260      | Dunkerque Grand Littoral | 3 206 (2013)                      |
| Killem                  | 59326      | CC des Hauts de Flandre  | 1 041 (2014)                      |
| Les Moëres              | 59404      | Dunkerque Grand Littoral | 945 (2013)                        |
| Oost-Cappel             | 59448      | CC des Hauts de Flandre  | 492 (2014)                        |
| Rexpoëde                | 59499      | CC des Hauts de Flandre  | 2 078 (2014)                      |
| Warhem                  | 59641      | CC des Hauts de Flandre  | 2 059 (2014)                      |

## Représentation
| Date d'élection   | Identité                      | Parti                | Qualité |
| ----------------- | ----------------------------- | -------------------- | --- |
| 1833-1848         | Louis de Hau de Staplande     | légitimiste          | Conseiller général pour le Canton de Bergues et du Canton de Wormhout de 1833 à 1848, Conseiller général du Canton de Bergues de 1848 à 1851, Député du Nord de 1838 à 1851 puis de 1871 à 1876, Sénateur du Nord de 1876 à 1877, Maire de Bergues de 1848 à 1852,. |
| 1848-1855         | Jean Vaast Benoit Delaroïère  |                      | Docteur en médecine, Maire de Hondschoote, ancien conseiller d'arrondissement. |
| 1855-1872 (décès) | Charles-André Cuel            |                      | Ingénieur des ponts et chaussées à Dunkerque en retraite. |
| 1872-1881 (décès) | Pierre Goudaert               |                      | Notaire à Hondschoote, Maire de Hondschoote. |
| 1881-1885 (décès) | Auguste Louis Josse Boudeweel |                      | Notaire à Hondschoote, conseiller d'arrondissement. |
| 1885-1918 (décès) | Alfred Outters (1846-1918)    | Conservateur         | Brasseur Maire de Hondschoote de 1885 à 1918. |
| 1918-1919         | siège vacant                  |                      | |
| 1919-1933 (décès) | Henri Mallengier (1857-1933)  | Entente républicaine | Gérant d'une maison de vins Maire de Hondschoote de 1919 à 1925,. |
| 1934-1940         | Pierre Mortier                | RG                   | Propriétaire herbager Maire de Hondschoote de 1925 à 1945 ,. Nommé conseiller départemental en 1943 |
|                   |                               |                      | |
| 1945-1949         | Daniel Bollengier (1894-1973) | Rad.                 | Cultivateur Maire d'Oost-Cappel, ancien conseiller d'arrondissement |
| 1949-1981 (décès) | Daniel Peene (1906-1981)      | DVD puis UDF         | Marchand de bois Maire de Hondschoote de 1945 à 1981. |
| 1981-1994         | Claude Gosset                 | UDF                  | Vice-Président du Conseil général du Nord, Maire de Hondschoote de 1981 à 2001. |
| 1994-2015         | Jean Schepman                 | PS                   | Ingénieur Vice-Président du Conseil général du Nord de 1998 à 2015, Conseiller municipal de Warhem de 1995 à 2002. |

### Conseillers d'arrondissement de 1833 à 1940
| Période | Période      | Identité                                  | Étiquette   | Qualité |
| ------- | ------------ | ----------------------------------------- | ----------- | --- |
| 1833    | 1848         | Jean Vaast Benoit Delaroïère (1793-1865)  |             | Médecin à Hondschoote                                                                                       |
|         |              |                                           |             | |
|         | 1882         | Auguste Louis Josse Boudeweel             |             | Notaire à Hondschoote                                                                                       |
|         |              |                                           |             | |
|         | 1890 (décès) | Charles Auguste Désiré Déprez (1827-1890) |             | Notaire à Rexpoëde                                                                                          |
| 1890    | 1901         | Gustave Deswarte                          |             | Maire de Ghyvelde                                                                                           |
| 1901    | 1907         | Charles Louis Adolphe Thuilliez           | Républicain | Notaire, maire de Rexpoëde                                                                                  |
| 1907    | 1919         | Henri Mallengier                          | Radical     | Négociant, maire de Hondschoote                                                                             |
| 1919    | 1934         | Pierre Mortier                            | RG          | Propriétaire herbager, maire de Hondschoote (1925-1945)                                                     |
| 1934    | 1940         | Daniel Bollengier                         | FR          | Agriculteur, conseiller municipal puis maire d'Oost-Cappel                                                  |
| 1940    |              |                                           |             | Les conseils d'arrondissement ont été suspendus par la loi du 12 octobre 1940 et n'ont jamais été réactivés |

## Démographie
| 1962  | 1968  | 1975  | 1982   | 1990   | 1999   | 2006   | 2011   | 2012   |
| ----- | ----- | ----- | ------ | ------ | ------ | ------ | ------ | ------ |
| 9 759 | 9 678 | 9 936 | 12 426 | 12 741 | 12 906 | 13 521 | 14 424 | 14 548 |

### Pyramide des âges
Comparaison des pyramides des âges du Canton d'Hondschoote et du département du Nord en 2006
| Hommes | Classe d’âge   | Femmes |
| ------ | -------------- | ------ |
| 0,3    | 90 ans et plus | 0,9    |
| 4,1    | 75 à 89 ans    | 6,3    |
| 10,6   | 60 à 74 ans    | 11,6   |
| 22,8   | 45 à 59 ans    | 22,4   |
| 22,9   | 30 à 44 ans    | 21,9   |
| 17,2   | 15 à 29 ans    | 16,1   |
| 22,1   | 0 à 14 ans     | 20,8   |

| Hommes | Classe d’âge   | Femmes |
| ------ | -------------- | ------ |
| 0,2    | 90 ans et plus | 0,8    |
| 4,3    | 75 à 89 ans    | 7,9    |
| 10,3   | 60 à 74 ans    | 11,9   |
| 19,7   | 45 à 59 ans    | 19,4   |
| 21,1   | 30 à 44 ans    | 20,1   |
| 22,6   | 15 à 29 ans    | 21     |
| 21,6   | 0 à 14 ans     | 19     |